# Mendon Township (Missouri)
Mendon Township est un township  du comté de Chariton dans le Missouri, aux États-Unis,. Il est fondé en 1840.

## Source de la traduction
- (en) Cet article est partiellement ou en totalité issu de l’article de Wikipédia en anglais intitulé « Mendon Township, Chariton County, Missouri » (voir la liste des auteurs).